# Kolombangara

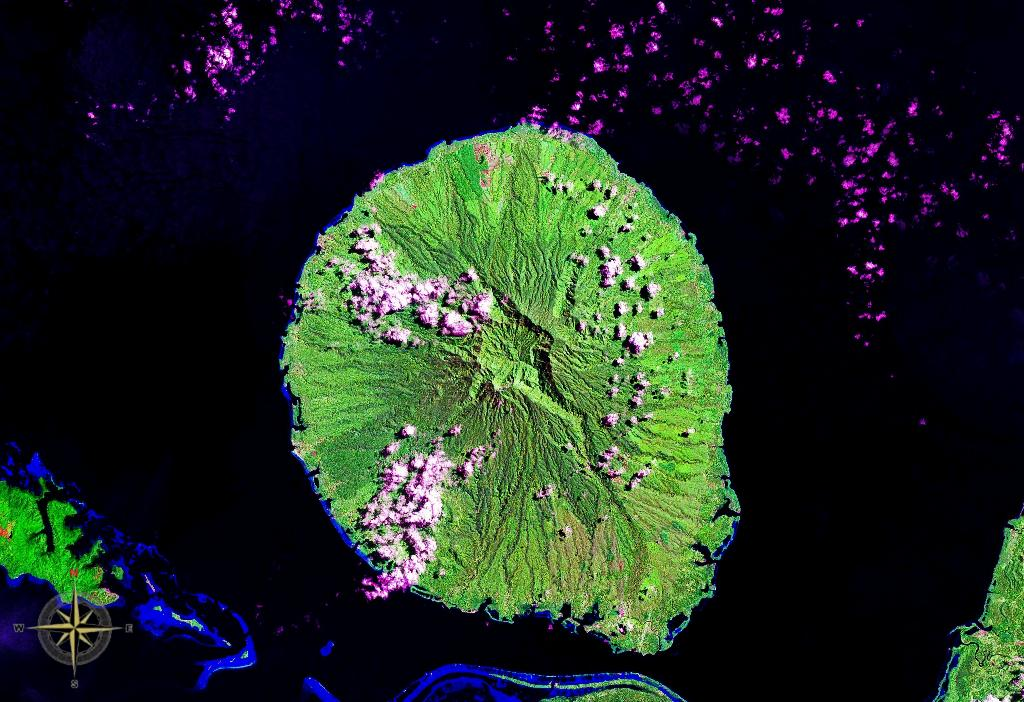
Kolombangara sett från rymden (falsk färg). Mount Veve syns tydligt.

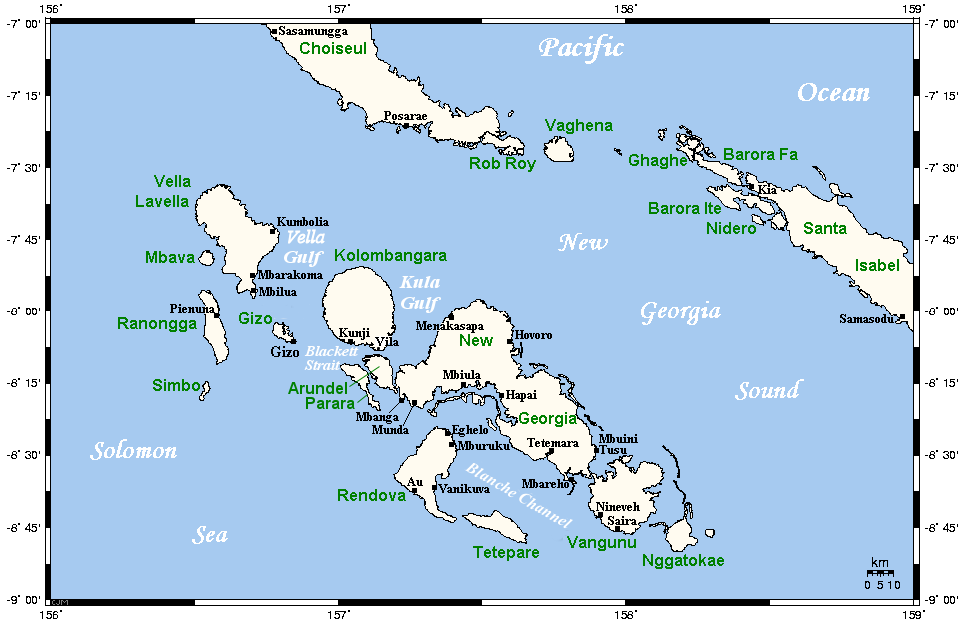
New Georgia Islands med Kolombangara i mitten-vänster.

Kolombangara (stavas ibland Kulambangara) är en ö i ögruppen New Georgia Islands, Salomonöarna i sydvästra Stilla havet. Namnet kommer från ett lokalt språk. En grov översättning av dess innebörd är "Vattenhärskare". Ön har cirka 80 åar och bäckar som rinner ner från dess kustslänter.

## Geografi
Ön, som nästan är helt rund i formen och cirka 15 km i diameter, är en stratovulkan som når en höjd av 1 770 meter vid Mount Veve. New Georgia Sound utgör dess södra gräns. I nordväst skiljer Vella Gulf den från Vella Lavella, medan i sydost ligger New Georgia över Kula Gulf. Ghizo ligger västsydväst om Kolombangara där Västprovinsens huvudstad Gizo är belägen.
Kolombangara är väl skogbeklädd med få invånare. Kolombangara har två bosättningar, Ringgi och Mongga, där Ringgi är den större. Den viktigaste industrin på ön idag är avverkning, där den största av dessa industrier är baserad vid Poitete.

## Historia under andra världskriget
Under andra världskriget var ön och vattnen runtomkring skådeplats för mycket strider. Den kejserliga japanska armén använde ett flygfält på vissa planmarker vid Vila på öns södra strand. I maj 1943 baserades flera militära enheter med över 10 000 soldater i en garnison på sydöstra sidan av ön under befäl av generalmajor Minoru Sasaki i ett försök att skapa en försvarslinje genom centrala Salomonöarna. Sjöslag som utspelades i närheten inkluderar slaget vid Kula Gulf och slaget vid Kolombangara.
Den mest berömda slaget var uppdraget att genskjuta förnödenhetskonvojen "Tokyoexpressen" vilket resulterade i ramning och explosionen av den amerikanska torpedbåten PT-109 som bemannades av John F. Kennedy och hans besättning. Den australiske kustbevakaren löjtnant Arthur Reginald Evans, som bemannade en hemlig observationspost på toppen av öns Mount Veves vulkan, såg explosionen. Efter avkodat nyheten om att explosionen han hade bevittnat troligen var från den förlorade PT-109 skickade han de salomoniska spejarna Biuku Gasa och Eroni Kumana i en urholkad kanot för att leta efter möjliga överlevande. Deras modiga insatser ledde till den efterföljande upptäckten och räddningen av John F. Kennedy och den överlevande besättningen.
Efter jagarna lyckats sänka transportbåtar med förnödenheter tre nätter senare och isolerade garnisonen på 12 400 man där, kunde amerikanska styrkor "hoppa över" Kolombangara för att landstiga på Vella Lavella i väster. Japanerna evakuerade Kolombangara mellan den 23 september och 4 oktober 1943.
I januari 1944 etablerade ett detachement bestående av en officer och sex soldater från 350:e generalingenjörsregementet stationerade vid Munda, en grönsaksgård på det övergivna japanska flygfältet på Vila. Den brittiska regeringen utrustade 16 manliga infödingar att hjälpa till med projektet. Med frön som man fått genom Internationella Röda Korset skickades många grönsaker tillbaka till basens sjukhus för att komplettera uttorkade måltider som serverades till återhämtade veteraner. Den största delen var vattenmelon som både infödda och män njöt av. Infödingarna fick lära sig att spara fröna och plantera om dem i sina egna trädgårdar.